# Romet Soft Chopper
Romet Soft Chopper 125 (Tianhu) – motocykl sprzedawany w Polsce w 2010 roku pod marką Romet Motors. Jest to obecnie najmniejszy motocykl stylizowany na choppera w ofercie tej marki. Motocykl nie pojawił się w sprzedaży w 2011 roku, jednak wraz ze zmianą przepisów ustawy o kierujących pojazdami polska marka zdecydowała się na ponowne wprowadzenie pojazdu do swojej oferty.
Bliźniacze modele motocykli dostępne na rynku:
- Barton Classic 125
- Junak 121 125 CM3
- TOROS Negro 125
- ZIPP VZ-1 125

## Dane techniczne
Wymiary: 1950 × 810 × 1120 mm,

Rozstaw osi: 1320 mm,

silnik: 1 cylinder 4 suw., chłodzony powietrzem (model: SK156FMI),

Pojemność: 124,5 cm³,

Prędkość maksymalna: 90 km/h,

Przeniesienie napędu: łańcuch,

Moc maksymalna (KM): 12 KM,

Rozruch: elektryczny/nożny,

Hamulec przód / tył: tarczowy/bębnowy,

Felgi: aluminium,

Opona przód/tył: 3,00-18 ; 110/80-17,

Liczba miejsc: 2,

Masa pojazdu gotowego do jazdy: 105 kg,

Pojemność zbiornika paliwa: 16 l,